# Manuel de Paz Sánchez
Manuel de Paz Sánchez (Santa Cruz de La Palma, 1953) es un historiador español, que ha publicado diversas obras sobre la masonería, la historia colonial española y las islas Canarias.

## Biografía
Nació en Santa Cruz de La Palma en 1953. Catedrático de Historia de América en la Universidad de La Laguna, es autor de obras como Zona rebelde: La diplomacia española ante la revolución cubana (1957-1960) (1997); La Ciudad. Una historia ilustrada de Santa Cruz de La Palma (2003); Militares masones de España. Diccionario biográfico del siglo XX (2004), sobre la masonería en el Ejército español; Franco y Cuba: estudios sobre España y la Revolución (2006) y Martí, España y la masonería (2008), sobre la trayectoria del independentista cubano José Martí en España; entre otros títulos. Es miembro de la Academia Canaria de la Lengua.